# 1990 OX1
1990 OX1 är en asteroid i huvudbältet som upptäcktes den 29 juli 1990 av den amerikanske astronomen Henry E. Holt vid Palomarobservatoriet.
Asteroiden har en diameter på ungefär 5 kilometer.